# Пушнова, Анжелика Дмитриевна
Анжелика Дмитриевна Пушнова (также известная как PushNova, род. 9 июня 1997, Минск) — белорусская певица, автор песен, телеведущая и журналистка. Многократный лауреат премии «Песня года Беларуси», финалистка национальных отборов на конкурс «Евровидение».

## Биография
Родилась 9 июня 1997 года в Минске. В детстве обучалась игре на фортепиано. Занималась в студии «Колорит» под руководством Бориса Александровича Осмойловского. В возрасте 11 лет была замечена руководителем детской группы «Нескучный возраст» Натальей Михайловной Сухомлиной и принята в коллектив. Позже выступала в финалах национальных отборов «Детская Новая волна» и «Детское Евровидение». Также с детства принимала участие в телевизионных эфирах программ «Суперлото» и «Ваше лото».
В 2016 году Анжелика с песней «Мой день начинается заново» стала лауреатом премии «Песня года Беларуси» и одной из самых молодых обладательниц этой награды.
В 2017—2020 годах Пушнова четырежды участвовала в прослушивании национального отбора на конкурс «Евровидение», дважды отбиралась в финал.
В 2017 году во второй раз стала лауреатом премии «Песня года Беларуси» с песней «Нам надо быть вместе», а также представляла Республику Беларусь на конкурсе OGAE с песней «We should be together».
В 2018 году окончила факультет журналистики Белорусского государственного университета по специальности «Аудиовизуальные СМИ». После окончания БГУ, она стала ведущей на телеканале «ОНТ». В программе «Наше утро» была автором и ведущей рубрик «Дежурная по городу», «Новости музыки» и «Утро. Кофе. Попоём».
Сотрудничала с несколькими известными авторами из Украины, России и Беларуси, среди которых Алексей Малахов, Анатолий Лопатин, Алексей Железняк, Виталий Ковтун, Сергей Кузнецов, Сергей Сухомлин, Кирилл Ермаков.
С 2021 года является ведущей канала Муз-ТВ. Ведёт программы «PRO-Новости», «Яндекс. Музыка-чарт», «ТВ Чарт», «Моя волна», а также различные концерты и другие мероприятия телеканала.
С мая 2022 года Анжелика стала выступать под псевдонимом PushNova.
В ноябре 2022 года была ведущей шоу «День рождения Муз-ТВ в Кремле».
В 2022 и 2023 годах была ведущей «Московского выпускного» в Парке Горького.
В 2023 году приняла участие в слепых прослушиваниях в одиннадцатом сезоне шоу «Голос», исполнив песню IOWA «Маршрутка».
Также с 2023 года ведёт ток-шоу «Это было красиво» на каналах Муз-ТВ и «Ю».
С 5 августа 2023 года ведёт спецвыпуски шоу «Приехали!» на Муз-ТВ.

## Дискография

### Мини-альбомы
- «Звуки прошлого» (2021)
  - «Мой день начинается заново»
  - «Кружи меня»
  - «Самый-самый»
  - «Всей моей нежности»
  - «Разрешаю любить»

### Синглы
- «Мой день начинается заново» (2016)
- «Всей моей нежности» (2016)
- «We Should Be Together» (2017)
- «Кружи меня» (2017)
- «Разрешаю любить» (2017)
- «Нам надо быть вместе» (2018)
- «Совершенно Летние» (2018)
- «Fighting For Love» (2018)
- «В тишине» (2018)
- «Самый-самый» (2018)
- «Stop Breathing» (2018)
- «Становлюсь пьяная» (2019)
- «Держи меня» (2019)
- «Танцуй со мной» (2019)
- «НеОн» (2019)
- «True Love» (2020)
- «Рядом с тобой» (2020)
- «Изнутри» (2020)
- «Запрети» (2021)
- «Красивая любовь» (2021)
- «Это не я» (2022)
- «Амстердам» (2022)
- «Вечеринка» (2022)
- «ЛиЛаЛи» (2022)
- «Вечеринка» (Live Version) (2023)
- «Огнеопасно» (2023)
- «Простудился тобой» (feat. Dolinov) (2023)
- «Головоломка» (2023)
- «НЕСЛУЧАЙНЫЕ» (2023)
- «Забирай» (2024)

## Видеография
- «В тишине» (2018) Режиссёр Алексей Сорокин
- «Stop Breathing» (2018) Режиссёр Мария Романовская
- «Держи меня» (2019) Режиссёр Мария Романовская
- «НеОн» (2019) Режиссёр Василий Лихторович
- «Гуляць дык гуляць» (2020)
- «Рядом с тобой» (2020) Режиссёр Василий Лихторович
- «Изнутри» (2020) Режиссёр Василий Лихторович
- «Красивая любовь» (2021) Режиссёр Василий Лихторович
- «Амстердам» (2022) Режиссёр Дмитрий Пушнов, Василий Лихторович
- «ЛиЛаЛи» (2022) Режиссёр Команда DESLY_production
- «НЕСЛУЧАЙНЫЕ» (2023) Режиссёр Сергей Цвирко